# Kaap Gracias a Dios
Kaap Gracias a Dios (Spaans: Cabo Gracias a Dios, letterlijk: Kaap God zij Dank) is een kaap in het midden van de oostkust van Centraal-Amerika. De kaap bevindt zich op het punt waar de Coco in de Caribische Zee uitmondt, op de grens van Honduras en Nicaragua.
De kaap werd in 1906 door arbiter Alfons XIII van Spanje vastgelegd als oostpunt van de Hondurees-Nicaraguaanse grens, hetgeen in 1960 bevestigd werd door het Internationaal Gerechtshof. Ten noorden van de kaap bevindt zich het gelijknamige Hondurese departement Gracias a Dios, ten zuiden ervan de Nicaraguaanse autonome regio Costa Caribe Norte.
De naam van de kaap is volgens de overlevering afkomstig van een uitspraak van Christoffel Columbus. Hij zou tijdens zijn laatste reis in 1502 in een hevige storm terecht zijn gekomen, maar nadat hij om de kaap voer kwam hij ineens in rustiger weer terecht. Hierop verzuchtte hij "Gracias a Dios hemos salido de esas honduras" ("God zij Dank zijn we uit deze diepten gekomen"). Ook de naam van het land Honduras zou van deze uitspraak zijn afgeleid.